# Угорська асоціація скаутів
Уго́рська Асоціа́ція Ска́утів (угор. Magyar Cserkészszövetség) — національна скаутська організація Угорщини, заснована у 1912 році. Організація була членом ВОСР з 1912 до 1943 року, та поновила своє членство в організації у 1990 році. Станом на 2011 рік чисельність організації становить 8145 осіб.

## Історія
Перші скаутські гуртки з'явились в Угорщині у 1908 році. Тоді скаути організували сплав по річці Ваг. У 1909 році угорські газети опублікували частини книги Бейдена-Пауела «Скаутинг для хлопців» (англ. Scouting for Boys). Іштван Каніц придбав примірник цієї книжки та заснував перший неофіційний скаутський гурток разом із своїми друзями. Перші зареєстровані гуртки з'явилися у 1910 році. Становленню скаутингу в Болгарії допомагав юнацький журнал «Наш прапор» (угор. Zaszlónk). Фріц де Молнар став Міжнародним Угорським Скаутським Комісаром та Головою з питань проведення скаутських таборів.
Під час Першої Світової війни угорські скаути піклувалися про поранених угорських солдатів. Після війни скаутинг набув широкої популярності, скаутські гуртки з'явилися при школах та університетах.
У 1920 році було засновано перший угорський скаутський журнал «Угорський скаут» (угор. Cserkész), 1922 року його очолив Пал Телекі.
Під час Другої Світової війни угорські скаути допомагали збройним силам Угорщини.
У 1948 році скаутський рух в Угорщині було офіційно заборонено комуністичним урядом.
У 1989 році скаутинг в Угорщині було відновлено. У 1990 році Угорська Асоціація Скаутів стала членом ВОСР. Чисельність організації станом на 1990 рік становила понад 10 тисяч осіб.

## Структура
Вікові групи:
- Каб-скаути — з 6 до 11 років;
- Скаути — з 11 до 16 років;
- Ровер-скаути — з 16 до 21 року.

Скаутське гасло — Будь готовий або Готуйсь, угорською — Légy Résen.
Угорські скаутські організації існують у Хорватії, Румунії, Сербії (Воєводина), Словаччині та Україні.